# 日本鐵道模型聯合會
日本鐵道模型聯合會（JMRA，略稱是鐵模聯）是日本的鐵道模型製造業者組成的協會，為一種資方產業會。
每年10月在大田區舉行大會，致力金屬鐵道模型的普及推廣，並制定下一年度的生產重點和業界規格；與美國的NMRA不同因為NMRA是鐵道模型愛好者組成的俱樂部，對業界沒有太多影響力。
地址：日本東京都大田區下丸子1-9-9

## 参見
- 日本鐵道模型會（JAM）：日本的鐵道模型愛好者和鐵道模型製造業者組成的非營利性組織。

## 外部連結
- JMRA官方網站 （页面存档备份，存于）